# 大北墓

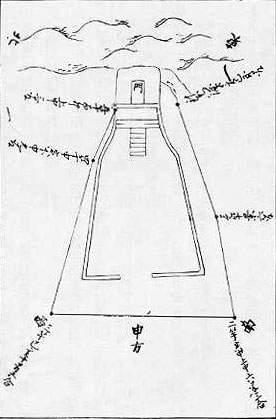
大北墓の図（『向姓家譜（具志川家）』より）。

大北墓（うーにしばか）は、沖縄県国頭郡今帰仁村運天にある、北山監守を代々務めてきた琉球王族・具志川御殿（元の今帰仁御殿）の墓である。墓様式は掘込墓で18世紀後半に建造された。今帰仁村指定文化財（建造物）。

## 概要
具志川御殿は、一世・尚韶威・今帰仁王子朝典（尚真王三男）以来、七世・朝幸まで代々北山監守を務めてきた御殿（うどぅん、王家分家）である。首里に引き揚げるまで、歴代当主は今帰仁城に居住し、その墓ははじめ今帰仁城下の親川の東方、俗に「ウツリタマヒ」という場所にあり、「玉御墓」と呼ばれていた。しかし、この墓の天井が崩壊したために、1761年（乾隆26年）、新たに運天に大北墓を建造して遺骨を移葬した。
墓様式は掘込墓で、「申方（南西）」に向いて造られている。墓室の前には石牆（袖垣）で囲まれた墓庭がある。墓室は墓庭よりやや高い位置に岩壁を掘削して設けられており、墓庭から墓室へは石段で上がるようになっている。墓室正面左右からは、袖石（に相当する石垣）が弧状に延び、そのまま墓庭を囲む石牆へとつながっている。
墓室内部は、『沖縄県国頭郡志』記載の図によれば、方形をなし正面奥にさらに上段の間（もしくは石棚）が設けられている。厨子甕は全部で12基で、上段に4基、下段に8基安置されている。被葬者は、『向姓家譜（具志川家）』によれば、七世までの具志川御殿の歴代当主ということであるが、1911年（明治44年）に修理した際の調査によると、実際には下記のようにさらに多くの人物が葬られている。

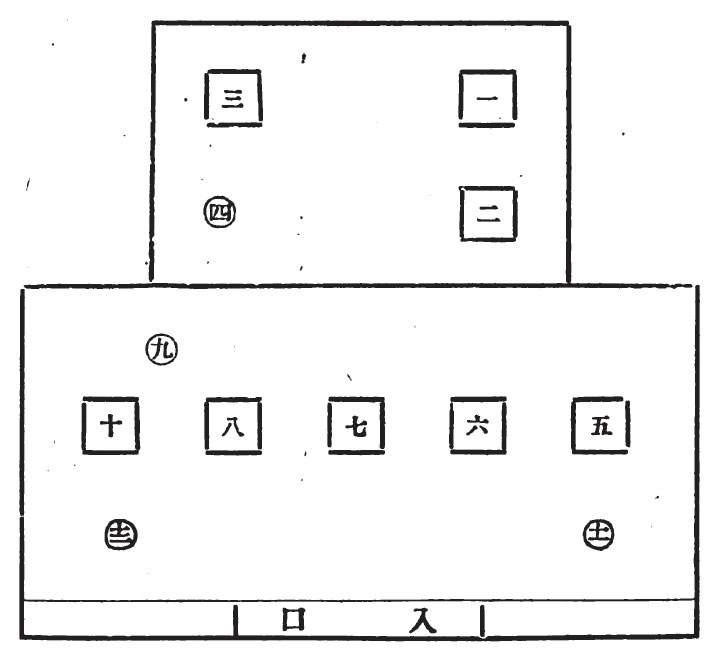
墓室内の厨子甕配置。四角は御殿型、丸は甕型の厨子甕。

- 一、イロノヘ按司、今帰仁按司御一人御名相不知
- 二、宗仁公嫡子、御一人若○○カリヒタル金、御一人アヲリヤイアン、シタル金
- 三、御一人真南風按司、御一人アヲリヤイアンシカナシ、オリヒカナコイ
- 四、宗仁公四世今帰仁按司ママカル金、御一人御名相不知申候
- 五、記名ナシ（宗仁公五世及び夫人等にあらざるか）
- 六、宗仁公次男南風按司子孫多人数永々相成面々相不知　雍正十一年癸丑三月十六日　移
- 七、宗仁公六世曽孫今帰仁按司童名松鶴金、御同人御母思玉金、与那嶺按司御同人ヲナジャラ、アヲリヤイ按司
- 八、宗仁公七世今帰仁按司、御同人ヲナジャラ
- 九、崎山按司、伊野波按司、親泊按司、崎山按司、本部按司、伊野波按司、後付相不知
- 十、呉我アムカナシ、浦添大屋子、知念大屋子
- 十一、崎山按司嫡子、崎山里之親雲上、同人姉マウシ金
- 十二、今帰仁里之子親雲上

一世・朝典は玉陵、三世・朝敦は今帰仁村今泊の津屋口墓（別名アカンバカ）に葬られている。八世以降は家譜によれば首里末吉町の亀甲墓に葬られているはずであるが、付近は沖縄戦で大きな被害を受けており、この墓が現存しているかは不明である。大北墓は、1991年（平成3年）、今帰仁村の文化財（建造物）に指定された。